# Giovanni Manson Ribeiro
Giovanni, mit vollem Namen Giovanni Manson Ribeiro, auch bekannt als Giovanni Manson (* 31. Januar 2002 in Bauru) ist ein brasilianischer Fußballspieler, der aktuell bei Fluminense Rio de Janeiro in der Série A unter Vertrag steht.

## Karriere

### Verein
Giovanni begann seine fußballerische Karriere beim FC Santos, wo er gegen Ende für die U20 spielte. Im März 2020 wechselte er nach Europa in die Niederlande zu Ajax Amsterdam. In der Saison 2020/21 spielte er das erste Mal in der eersten Divisie für die Zweitmannschaft gegen Roda JC Kerkrade am 30. August 2020 (1. Spieltag). Im Spiel darauf (3. Spieltag) schoss er gegen NEC Nijmegen sein erstes Profitor, als er den zwischenzeitlichen Ausgleich schoss (Endstand 1:2). In der Saison war er Stammspieler, fiel aber zuletzt verletzt aus. Aufgrund fehlender Spielpraxis wurde er an den Ligakonkurrenten SC Telstar verliehen. Für Telstar spielte er im Rest der Saison 2021/22 15 Mal, wobei er zweimal traf.
Auch nach seiner Rückkehr war er bei Jong Ajax jedoch kein Stammspieler und so wechselte er im Winter 2023 zu Fluminense Rio de Janeiro. Am 18. Januar 2023 (2. Spieltag) wurde er in der Staatsmeisterschaft eingewechselt und debütierte somit für den Verein.

### Nationalmannschaft
Giovanni spielte bislang dreimal für die brasilianische U16-Nationalmannschaft, wobei er drei Tore schoss.

## Erfolge
Fluminense
- Copa Libertadores: 2023